# هربرت هامل
هربرت هامل هو لاعب هوكي الجليد كندي، ولد في 8 يونيو 1904 في New Hamburg, Ontario ‏ في كندا، وتوفي في 20 أبريل 2001.

## وصلات خارجية
- هربرت هامل على موقع دوري الهوكي الوطني (الإنجليزية)
- هربرت هامل على موقع EliteProspects.com (الإنجليزية)
- هربرت هامل على موقع HockeyDB.com (الإنجليزية)
- هربرت هامل على موقع Hockey-Reference.com (الإنجليزية)